# Jason Gardener
Jason Carl Gardener (Bath, 18 de setembro de 1975) é um velocista britânico, campeão olímpico em Atenas 2004.
Iniciou sua carreira no atletismo internacional como atleta júnior, conquistando a medalha de prata nos 100 m rasos e a de ouro integrando o revezamento 4x100 m da Grã Bretanha no Campeonato Mundial Júnior de Atletismo de 1994, em Lisboa, Portugal. Em 1999, quebrou pela primeira vez a barreira dos 10s para os 100 m, marcando 9s98; no mesmo ano fez parte do revezamento britânico que disputou o mundial de Sevilha 1999 ficando com a medalha de prata e estabelecendo novo recorde britânico para a prova, 37s73.
Disputando machucado os 100 m em Sydney 2000, não conseguiu ir além das eliminatórias. Nos Jogos seguintes, porém, integrando a equipe britânica, sagrou-se campeão olímpico vencendo o revezamento 4x100 m junto com os compatriotas Darren Campbell, Marlon Devonish e Mark Lewis-Francis. Junto com os dois últimos mais Christian Malcolm, conquistou mais um medalha de bronze no mundial de Helsinque 2005, também no revezamento.
Além de disputar os 100 metros em torneios ao ar livre, Gardener foi quatro vezes campeão europeu e uma vez campeão mundial em pista coberta dos 60 metros rasos.